# Gold-Montbretie
Die Gold-Montbretie (Crocosmia aurea) ist eine Pflanzenart aus der Gattung der Montbretien (Crocosmia) in der Familie der Schwertliliengewächse (Iridaceae).

## Merkmale

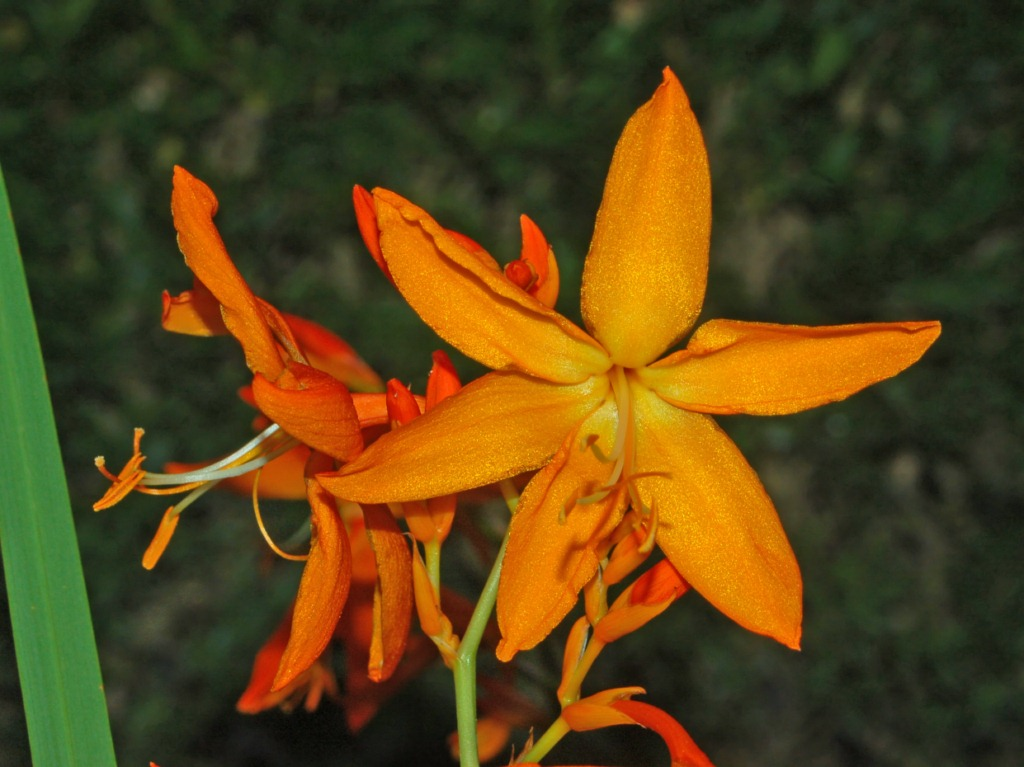
Blüte

Die Gold-Montbretie ist eine ausdauernde Knollenpflanze, die Wuchshöhen von 50 bis 100 (130) Zentimeter erreicht und unterirdische Ausläufer ausbildet. Der Stängel weist 7 bis 10 Rippen auf. Die Blätter sind gerippt und 1 bis 2,2, selten bis 3 Zentimeter breit. Der Blütenstand ist nicht zickzack-förmig besteht aus einigen Ästen, die jeweils 4 bis 10 Blüten tragen. Die Blüten sind fast radiär und an der Blütenstandsachse zweizeilig angeordnet. Das Perigon ist 3,5 bis 6,5 Zentimeter lang. Die Perigonröhre ist (15) 20 bis 27 Millimeter lang, schlank und kaum erweitert. Die Perigonzipfel sind anfangs sternförmig ausgebreitet, später zurückgebogen. Die Perigonzipfel von Crocosmia aurea var. maculata Baker haben am Grund einen rotbraunen Fleck.
Blütezeit ist von April bis Juni.
Die Chromosomenzahl beträgt 2n = 22.

## Vorkommen
Die Gold-Montbretie kommt in Ost- und Südost-Afrika in Tansania, Kongo, Ost-Angola, Ost-Simbabwe, Mosambik, Eswatini, Lesotho und dem östlichen Südafrika an Bachufern, in Waldschluchten und an Waldrändern vor.

## Systematik
Man kann zwei Unterarten unterscheiden:
- Crocosmia aurea subsp. aurea: Sie kommt von Tansania bis Südafrika vor.[2]
- Crocosmia aurea subsp. pauciflora (Milne-Redh.) Goldblatt (Syn.: Crocosmia pauciflora Milne-Redh.) Sie kommt von der Zentralafrikanischen Republik bis ins nordwestliche Sambia vor.[2]

## Nutzung
Die Gold-Montbretie wird selten als Zierpflanze in Rabatten und Sommerrabatten sowie als Schnittblume genutzt. Sie ist seit spätestens 1845 in Kultur.